# قطعنامه ۱۵۷۱ شورای امنیت
قطعنامه  ۱۵۷۱ شورای امنیت سازمان ملل متحد که در تاریخ ۲۸ اکتبر ۲۰۰۴ تصویب شد، سندی بین‌المللی دربارهٔ بررسی وضعیت صحرای غربی است. این قطعنامه طی نشست ۵۰۶۸ام با ۱۵ رای موافق، ۰ مخالف و ۰ ممتنع تصویب شد.